# Ramanovci
Ramanovci su naselje u Republici Hrvatskoj u Požeško-slavonskoj županiji, u sastavu općine Kaptol.

## Zemljopis
Ramanovci se nalaze južno od Kaptola, susjedna naselja su Tekić na istoku, Treštanovci na jugu te Alilovci na zapadu.

## Stanovništvo
Prema popisu stanovništva iz 2001. godine Ramanovci su imali 251 stanovnika.
| broj stanovnika | 106   | 130   | 157   | 214   | 237   | 281   | 277   | 268   | 303   | 314   | 326   | 249   | 198   | 219   | 251   | 215   | 164   |
|                 | 1857. | 1869. | 1880. | 1890. | 1900. | 1910. | 1921. | 1931. | 1948. | 1953. | 1961. | 1971. | 1981. | 1991. | 2001. | 2011. | 2021. |